# 卡塔日娜·巴赫莱达-楚鲁希
卡塔日娜·巴赫莱达-楚鲁希（波蘭語：Katarzyna Bachleda-Curuś，1980年1月1日—），旧姓武伊齐茨卡（Wójcicka），波兰女子速度滑冰运动员。她曾代表波兰参加2002年、2006年、2010年、2014年和2018年冬季奥林匹克运动会速度滑冰比赛，获得一枚银牌和一枚铜牌。